# Vega (København)
 For alternative betydninger, se Vega. (Se også artikler, som begynder med Vega)
Vega er et regionalt spillested på Vesterbro i København. Vega slog dørene op i 1996, som en del af Kulturby 96, efter en omfattende renovering og er et af landets største spillesteder. 
Bygningen, som VEGA ligger i, blev bygget i 1956 og er tegnet af arkitekten Vilhelm Lauritzen, som blandt andet også står bag Radiohuset. Bygningen, der i dag er fredet, hed oprindeligt Folkets Hus.
VEGA består af Store Vega, som har plads til 900 siddende eller 1.500 stående publikummer, og Lille Vega, som har plads til 160 siddende eller 500 stående publikummer. Foruden de to musikscener huser Vega også Ideal Bar, hvor blandt andet Klub Mini Vega, poetry slam og Hip Hop Kontoret finder sted.

## Mega Vega
Med TDC som hovedsponsor planlagde Vega et spillested med arbejdstitlen Mega Vega med en publikumskapacitet på 5.000, hvilket skulle give muligheder for større koncerter i en rigtig koncertsal frem for sportshaller og lignende. Projektets bankgaranti var i Roskilde Bank og da denne bank krakkede under finanskrisen i 2008, trak Københavns Kommune sin støtte til projektet tilbage.